# La Polka des barbus
La Polka des barbus est une chanson comique rendue populaire par Maurice Chevalier en 1942. Elle a été déposée à la Sacem le 10 décembre 1941 et éditée par Paul Beuscher.

## Développement et composition
La chanson a été écrite en 1941 par Maurice Chevalier et Henri Betti pour la revue Pour toi Paris qui était présentée au Casino de Paris l'année suivante.

## Liste des pistes
78 tours
Gramophone K-8576 (La Voix de son maître) enregistré le 12 octobre 1942 avec une orchestration de Marcel Cariven.
A. La Polka des barbus
B. C'était un chanteur de charme (musique d'Henri Betti et paroles de Maurice Chevalier)

## Reprises
La chanson a été enregistrée par les accordéonistes André Blot et Jacky Noguez et les orchestres de Jean Yatove, Georges Briez et Félix Chardon.
En 1956, André Gabriello, Henri Guisol et Alexandre Rignault interprètent la chanson avec l'orchestre de Georges Derveaux à l'émission 36 chandelles présentée par Jean Nohain.
En 1957, les Quat'Jeudis interprètent la chanson avec l'orchestre de Georges Derveaux à l'émission 36 Chansons présentée par Jean Nohain où ils interprètent une autre chanson composée par Henri Betti avec des paroles de Maurice Chevalier : La Fête à Neu-Neu.
En 1963, Henri Leca enregistre un pot-pourri de la musique avec son orchestre pour l'album Surprise-Partie Monstre où il enregistre également un pot-pourri de trois autres musiques composées par Henri Betti : Mais qu’est-ce que j’ai ?, C'est si bon et Maître Pierre.
En 1965, Maurice Chevalier enregistre la chanson avec l'orchestre de Caravelli pour l'album 60 ans de Chansons où il enregistre également Notre Espoir, La Chanson du maçon, Le Régiment des Jambes Louis XV, Toi, Toi, Toi, Mandarinade et Chapeau de Paille (paroles d'Albert Willemetz).
En 1975, Zappy Max enregistre la chanson avec l'accordéoniste Aimable pour l'album 56 Super Succès pour Danser et Chanter avec vos Invités où il enregistre également C'est si bon.
En 1982, Christian Borel et Paul Roby interprètent la chanson à l'émission Une histoire d'amour Maurice Chevalier où ils interprètent également quatre autres chansons composées par Henri Betti avec des paroles de Maurice Chevalier : Notre Espoir, La Chanson du maçon, La Fête à Neu-Neu et Le Régiment des Jambes Louis XV.

## Filmographie
En 1948, Georges Sellers joue la musique à l'accordéon dans le court-métrage Bonjour le monde réalisé par Jean-Jacques Méhu.